# تاملوكة
بلدية تاملوكة هي أكبر بلديات قالمة وتقع في الركن الجنوبي على مسافة 60 كلم من ولاية قالمة تربط كل من قسنطينة وأم البواقي ويقطعها الطريق الوطني رقم 112 تعتمد في حياتها على الفلاحة وخاصة زراعة القمح الذي يعد من أهم منتوجاتها.